# Světlušky (osvětlení vánočního stromečku)
Světlušky nebo vánoční lucerničky je osvětlení vánočního stromku.

## Historie
První lucerničky vytvořil pro svoji rodinu a přátele František D., tehdy zaměstnanec družstva NAPAKO. Kvůli velké poptávce převzalo výrobu lucerniček v roce 1970 výrobu samo družstvo NAPAKO. Družstvo vyrobilo 500 sad s 12 lucerničkami v každé sadě, ale po roce byla výroba zastavena. V roce 1971 začal vyrábět sady lucerniček s 10 lucerničkami v sadě státní podnik MERITA Praha. Tyto lucerničky měly nepatrně upraven poměr velikostí dílů, dekorační vrypy a kvůli jednodušší instalaci kabelů kompletně upravenou střechu. S účinností od 15. března 1972 převzal výrobu lucerniček KOVOPODNIK MP Topoľčany. Lucerničky dostaly nový obchodní název Světlušky. Poslední lucerničky byly v Kovotopoľu vyrobeny okolo roku 1993, po té byl podnik v insolvenci prodán. Nový majitel podniku okolo roku 1994 vyrobil pouze několik stovek sad lucerniček a po té prodal raznice s nástroji dalšímu majiteli. Nový majitel raznic za ně nezaplatil a pak se raznice i výrobní program ztratily.
Po změně režimu byly Světlušky vytlačeny světelnými kabely různobarevných kapek. V roce 2013 se výrobu lucerniček rozhodli obnovit bratři Dalibor a Martin Peklákovi. V roce 2015 se bratrům podařilo najít pana Jozefa K. z Kovotopoľu, který byl hlavou výrobního procesu tehdejších lucerniček a pomohl s know-how a s pátráním po osudu lucerniček. Znovuuvedení lucerniček na trh se podařilo v lednu 2018. V roce 2019 se kromě pětibarevných lucerniček začaly vyrábět lucerničky bílé.